# Mutantes e Seus Cometas no País do Baurets
Mutantes e Seus Cometas no País do Baurets es el quinto álbum de la banda brasileña Os Mutantes, lanzado en 1972. Fue el último disco grabado por la formación clásica de la banda.
"Bauret" era la jerga usada por Tim Maia para referirse a un cigarro de marihuana. La carátula fue diseñada por el artista Alain Voss.

## Canciones
| N.º | Título                                                                     | Escritor(es)                                                        | Duración |  |
| 1.  | «Posso Perder Minha Mulher, Minha Mãe, Desde que Eu Tenha o Rock and Roll» | Arnaldo Baptista / Rita Lee / Liminha                               | 3:45     |  |
| 2.  | «Vida de Cachorro»                                                         | Arnaldo Baptista / Rita Lee / Sérgio Dias                           | 3:15     |  |
| 3.  | «Dune Buggy»                                                               | Arnaldo Baptista / Rita Lee / Sérgio Dias                           | 5:24     |  |
| 4.  | «Cantor de Mambo»                                                          | Arnaldo Baptista / Élcio Decário / Rita Lee                         | 4:35     |  |
| 5.  | «Beijo Exagerado" "Todo Mundo Pastou»                                      | Arnaldo Baptista / Rita Lee / Sérgio Dias Ismar S. Andrade "Bororó" | 4:50     |  |
| 6.  | «Balada do Louco»                                                          | Arnaldo Baptista / Rita Lee                                         | 4:00     |  |
| 7.  | «A Hora e a Vez do Cabelo Nascer»                                          | Mutantes /Liminha                                                   | 3:32     |  |
| 8.  | «Rua Augusta»                                                              | Hervé Cordovil                                                      | 4:05     |  |
| 9.  | «Mutantes e Seus Cometas no País do Baurets»                               | Mutantes / Dinho Leme / Liminha                                     | 9:55     |  |
| 10. | «Todo Mundo Pastou II»                                                     | Ismar S. Andrade "Bororó"                                           | 2:24     |  |

## Músicos
- Arnaldo Baptista: teclados, voz
- Rita Lee: voz, teclados
- Sérgio Dias: guitarras, voz, cítara, guitarra de 12 cuerdas en "Vida de Cachorro"
- Liminha: bajo, coros
- Dinho Timón: batería